# Chimaera owstoni
Owston's chimaera, Chimaera owstoni, là một loài cá thuộc họ Chimaeridae. Nó là loài đặc hữu của Nhật Bản. Môi trường sống tự nhiên của chúng là open seas. Nó bị đe dọa do mất môi trường sống.